# Usquert
Usquert (Gronings Oskerd) is een plaats in de gemeente Het Hogeland, in de provincie Groningen in Nederland.

## Geschiedenis
Het dorp wordt vermeld in de levensbeschrijving van Liudger. Er is dan al een oratorium, een kapel. Liudger en de Friese bard Bernlef gingen hier samen bidden. Later was Usquert seendkerk van een proosdij. De huidige kerk van Usquert stamt uit de 13e eeuw.
De Kroniek van Bloemhof vermeldt dat de kerk van Usquert in 1231 in brand werd gestoken. Ook de kluizenaar die naast de kerk woonde, moest eraan geloven. Dit alles in het kader van een jarenlange vete in Hunsingo, waarbij de ene partij (uit Eenrum) steun kreeg uit Groningen en Middag-Humsterland, terwijl de andere (uit Usquert en Uithuizen) kon rekenen op hulp uit Fivelingo, Drenthe en Vredewold.
De koren- en pelmolen Eva stamt oorspronkelijk uit 1818 en is na een brand die de molen gedeeltelijk verwoestte in 1891 herbouwd.
In de 19e eeuw nam de welvaart in dit deel van het Hoogeland sterk toe door de gestegen landbouwprijzen. Tijdens het Interbellum was de gemeente Usquert de gemeente waar relatief gezien de meest vermogende mensen van Nederland woonden. Dit uitte zich onder andere in de bouw van het Raadhuis van Usquert in 1930 naar ontwerp van Berlage. Het heeft een toren met twee klokken. Tijdens de bouw van de toren bleken de vormen niet aan de esthetische verwachtingen te voldoen. Dit probleem werd opgelost door de toren iets hoger te maken. De meerkosten werden door de aannemer begroot op fl. 1200,-. De Raad van de gemeente Usquert was niet bereid deze meerkosten te betalen, waarop Berlage dit bedrag uit eigen portemonnee beschikbaar stelde.
In de 20e eeuw was de gemeente Usquert, zowel voor als na de Tweede Wereldoorlog, een "rood bolwerk" van de sociaaldemocratische partijen. In de jaren dertig kreeg de SDAP er in elke gemeenteraadsverkiezing meer dan 55% van de stemmen, in 1931 zelfs 65%. In Tweede Kamerverkiezingen deed de partij het even goed: 66% van de stemmen in de verkiezingen van 1925 en 1929, en ondanks concurrentie van de CDU en VDB nog steeds meer dan 50% in de jaren '30. In iedere Tweede Kamerverkiezing na de oorlog tot de gemeente werd opgeheven in 1990 stemde minstens 58% van de kiezers in Usquert op de PvdA. Het hoogste resultaat (71%) behaalde de partij in de verkiezingen van 1956, maar een ander soort record werd gevestigd in 1972, toen er geen gemeente in Nederland was waar de PvdA het beter deed dan in Usquert.
Voor 1990 was het de hoofdplaats van de gelijknamige gemeente. In dat jaar is het samen met Warffum, Kantens en Hefshuizen opgegaan in de gemeente Hefshuizen die later de naam Eemsmond droeg. Per 1 januari 2019 ging deze gemeente op in Het Hogeland.

## Geografie
Usquert is de noordelijkste plaats van de rij wierden Westerwijtwerd, Middelstum, Toornwerd, Kantens, Eelswerd, Rottum, Helwerd, Kloosterwijtwerd en Usquert, alle op de westelijke oever van de Fivelboezem. 
Ten noorden van het dorp ligt de Noordpolder met het vissershaventje van Noordpolderzijl. De schepen die hier hun thuishaven hebben, hebben als de lettercode UQ van Usquert. Het betreft garnalenvissers. Tot het verbod in 1962 werd er ook zeehondenjacht bedreven vanuit Noordpolderzijl.
Even ten westen van Usquert ligt, aan het Usquerdermaar, de boerderij Groot Kruisstede, die zijn naam op een wonderlijke manier heeft gekregen.

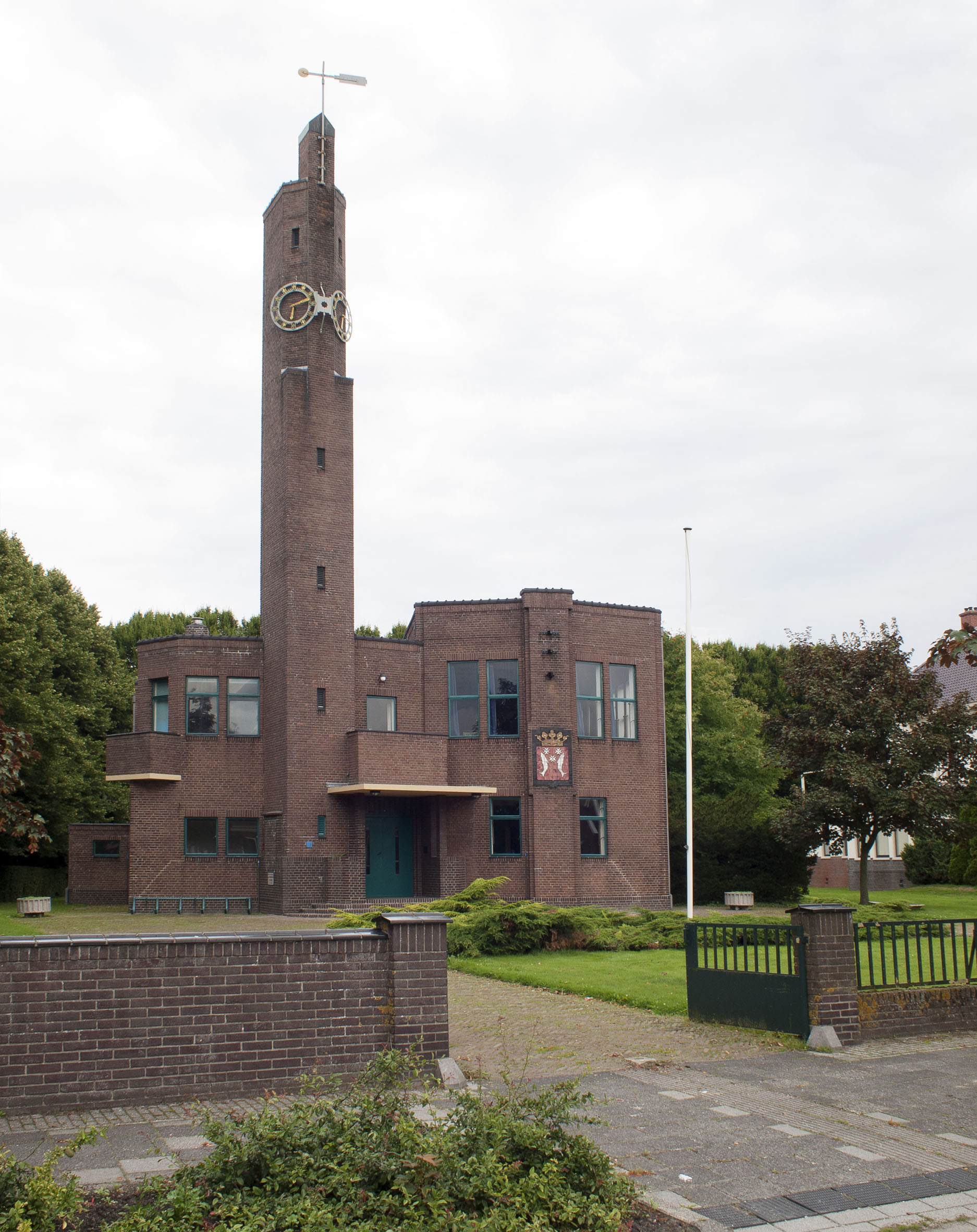
Het Raadhuis van Hendrik Berlage
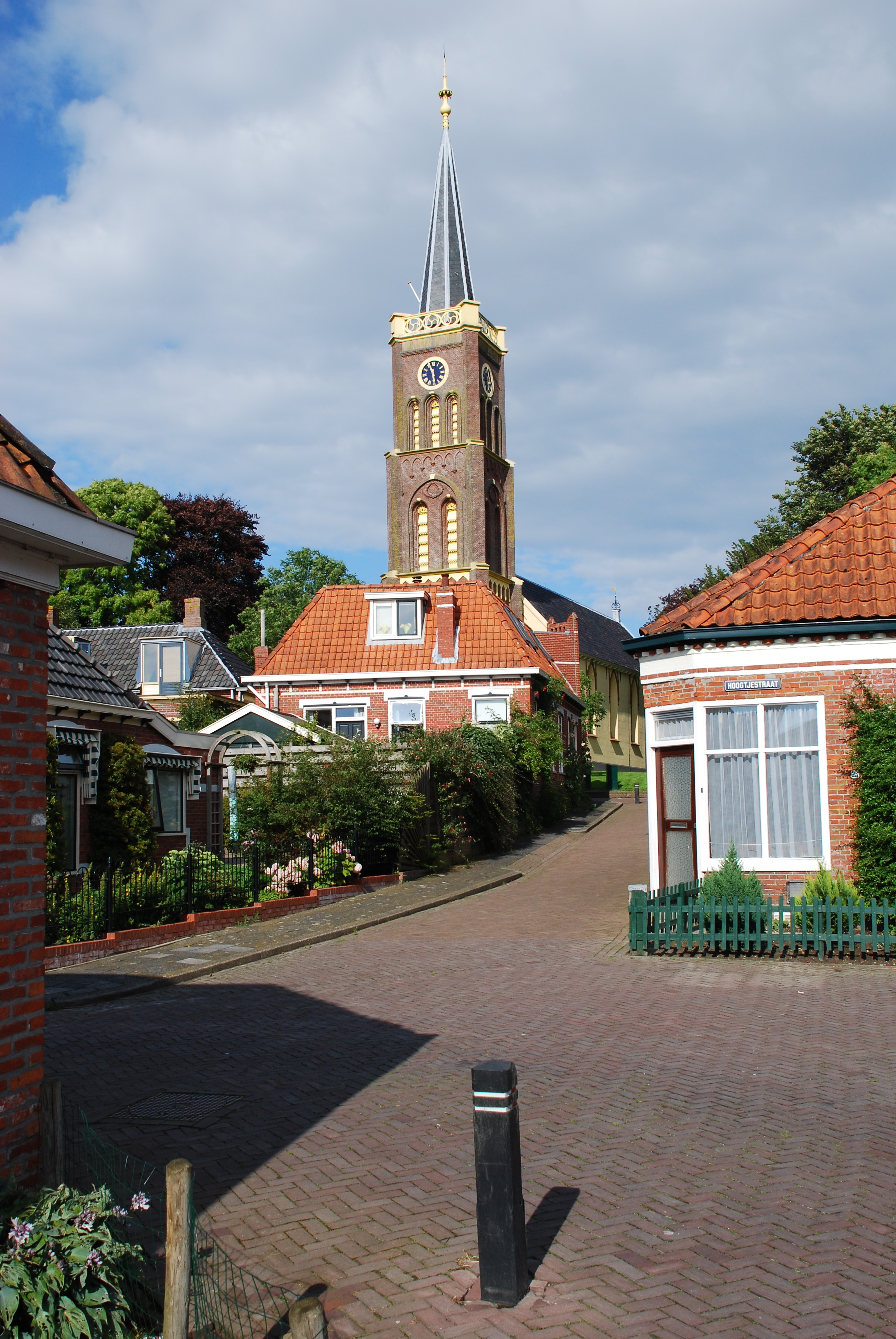
De kerk op de wierde
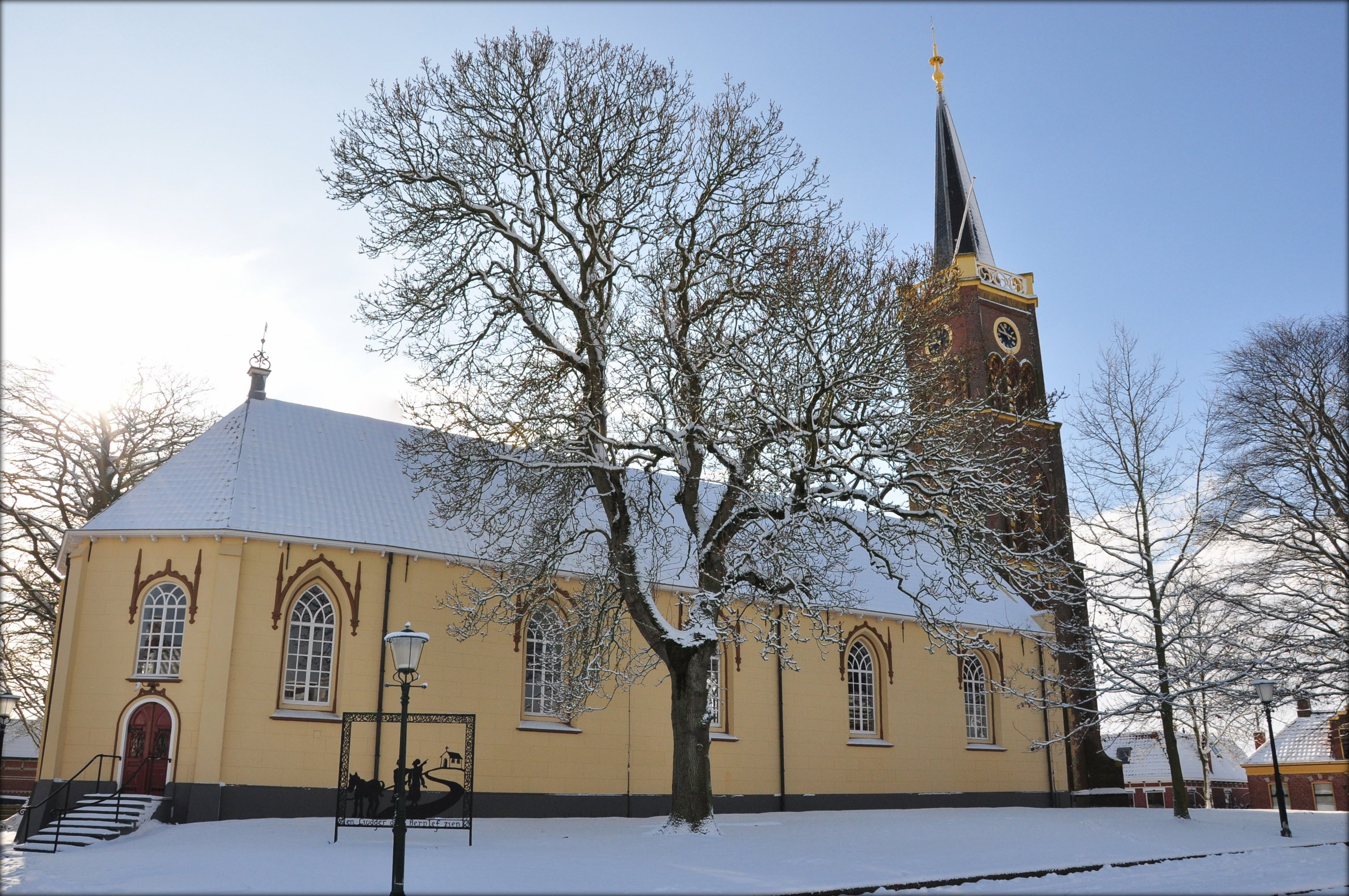
De kerk in de winter
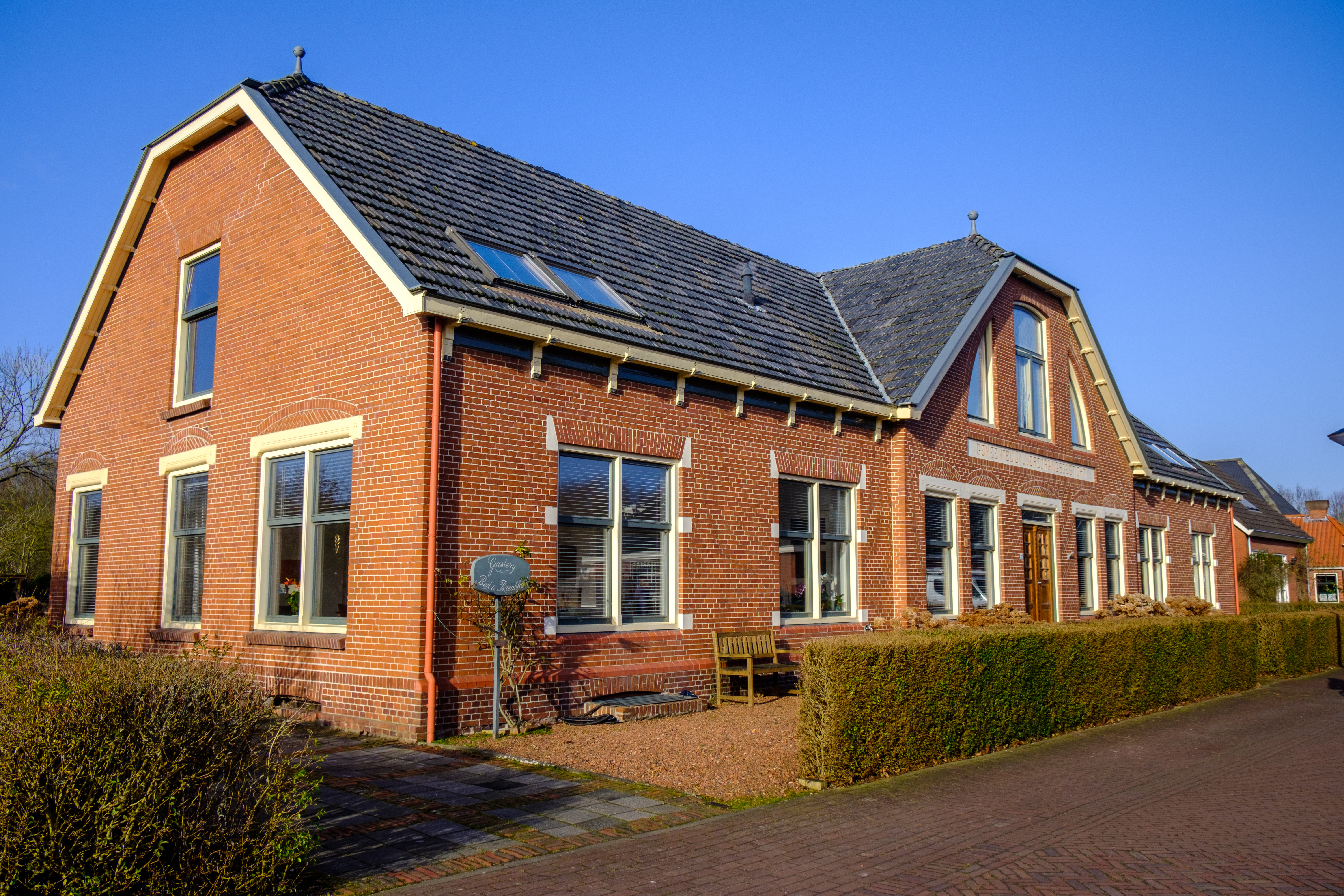
Voormalig gemeentelijk verzorgingsgesticht aan de Zijlsterweg
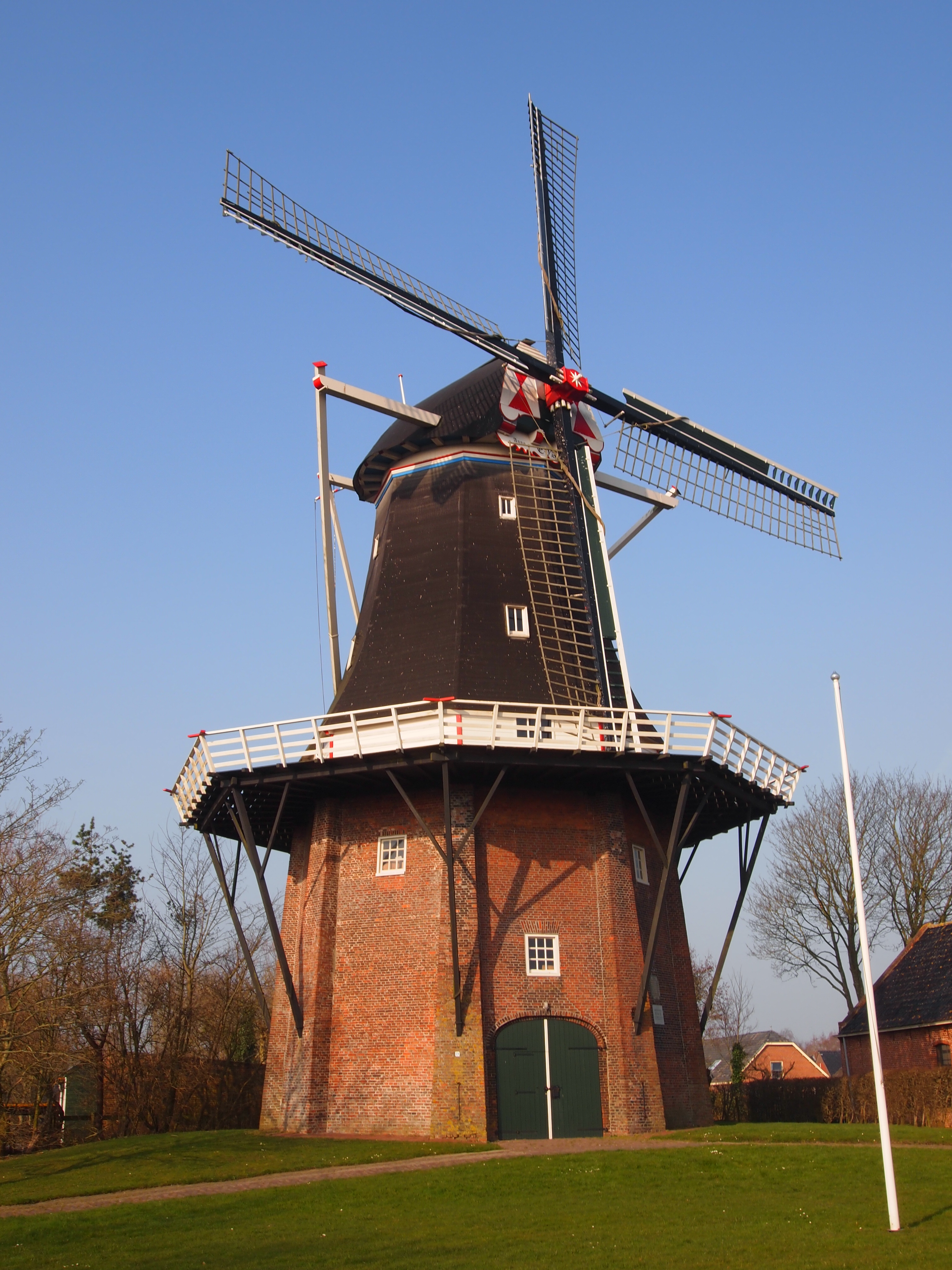
Korenmolen Eva

## Geboren in Usquert
- Herman Hoeksema, kapitein op het schip de 'Van Imhoff' dat op 18 januari 1942 voor de kust van Sumatra is getorpedeerd
- Doje Pieters van Zeeburgh (1779-1820), burgemeester
- Derk Welt (1835-1925), landbouwer en politicus
- Hindrik Edema van der Tuuk (1839-1914), predikant
- Marten Eertman (1863-1940), orgelbouwer
- Steven Bierema (1884-1950), landbouwer, landbouwkundige en politicus
- Angela Cona (1891-1984), operazangeres
- Aalje Post (1918-2003), politicus

## Voormalige gemeente
De gemeente Usquert bestond naast het hoofddorp tot 1990 uit de dorpen, gehuchten en buurtschappen: 't Bosch, De Streek, Helwerd, Noordpolderzijl, Wadwerd en Westerhorn. 
Zie ook
- Lijst van burgemeesters van Usquert
- Lijst van rijksmonumenten in Usquert
- Lijst van gemeentelijke monumenten in Usquert
- Rijksbeschermd gezicht Wadwerderweg